# اسکات نیلز
اسکات نیلز (انگلیسی: Scott Nails؛ زاده ۲۹ آوریل ۱۹۸۲) یک بازیگر پورنوگرافی اهل ایالات متحده آمریکا است. 